# Campeonato Mundial de Xadrez de 1935
O Campeonato Mundial de Xadrez de 1935 foi a 15ª edição da competição sendo disputada pelo atual campeão Alexander Alekhine e o desafiante Max Euwe. A disputa foi realizada entre 3 de outubro e 16 de dezembro de 1935 em Zandvoort, nos Países Baixos. O primeiro a alcançar seis vitórias e marcar mais de quinze pontos seria declarado campeão. Euwe conquistou o título, tornando-se o quinto campeão mundial.

## Resultados
|                    | 1 | 2 | 3 | 4 | 5 | 6 | 7 | 8 | 9 | 10 | 11 | 12 | 13 | 14 | 15 | 16 | 17 | 18 | 19 | 20 | 21 | 22 | 23 | 24 | 25 | 26 | 27 | 28 | 29 | 30 | Vitórias | Pontos |
| ------------------ | - | - | - | - | - | - | - | - | - | -- | -- | -- | -- | -- | -- | -- | -- | -- | -- | -- | -- | -- | -- | -- | -- | -- | -- | -- | -- | -- | -------- | ------ |
| Alexander Alekhine | 1 | 0 | 1 | 1 | ½ | ½ | 1 | 0 | 1 | 0  | ½  | 0  | ½  | 0  | ½  | 1  | ½  | ½  | 1  | 0  | 0  | ½  | ½  | ½  | 0  | 0  | 1  | ½  | ½  | ½  | 8        | 14½    |
| Max Euwe           | 0 | 1 | 0 | 0 | ½ | ½ | 0 | 1 | 0 | 1  | ½  | 1  | ½  | 1  | ½  | 0  | ½  | ½  | 0  | 1  | 1  | ½  | ½  | ½  | 1  | 1  | 0  | ½  | ½  | ½  | 9        | 15½    |